# Catacombe van Valentinus
De Catacombe van Valentinus of Valentinus-catacombe (Italiaans: Catacomba di San Valentino) is een van de catacombecomplexen in de Italiaanse stad Rome. De catacombe ligt op de tweede mijl van de Via Flaminia, tegenwoordig in viale Maresciallo Pilsudski, in de moderne wijk Pinciano.

## Geschiedenis
Antonio Bosio, de grote archeoloog en liefhebber van de oudheid die leefde tussen de 16e en 17e eeuw, was de eerste die de catacombe van Valentinus binnenging, op de bovenste verdieping, die tegenwoordig niet meer te bezoeken is. De eerste archeoloog die de overblijfselen van de oude catacombe opgroef was Orazio Marucchi (1852-1931): in 1878 was hij op zoek naar de begraafplaats, ging hij per ongeluk een kelder binnen aan de voet van de heuvel Parioli. hij realiseerde zich dat het in werkelijkheid een met schilderingen bedekte funeraire omgeving was, hoewel zeer beschadigd door de aanpassing van de omgeving aan het landbouwgebruik. Het was Marucchi zelf die toen de overblijfselen ontdekte van de externe basiliek gewijd aan de heilige Valentinus. Nieuwe opgravingen en studies werden in 1949 uitgevoerd door Bruno Maria Apollonj Ghetti.
Deze opgravingen hebben het mogelijk gemaakt om vast te stellen dat de martelaar Valentinus niet in de catacombe werd begraven, maar direct in een aarden kuil erbuiten. Bovenop dit graf liet paus Julius I (336-352) een eerste basiliek bouwen, getransformeerd en vergroot door de pausen Honorius I (625-638) en Theodorus I (642-649), verder gerestaureerd in de volgende eeuwen tot de laatste werken in opdracht van paus Nicolaas II in het midden van de 11e eeuw. De getuigenis van een klooster naast de basiliek dateert ook uit deze eeuw. De basiliek bestond nog in de dertiende eeuw en enkele overblijfselen waren zichtbaar ten tijde van Bosio (in 1594).
Er is ook vastgesteld dat in de zesde eeuw, tussen de basiliek en de catacombe, een necropolis in de open lucht werd aangelegd, bestaande uit mausolea, graven en sarcofagen.
Tegenwoordig is er van de catacombe, die oorspronkelijk op drie niveaus was aangelegd, bijna niets meer over, vooral vanwege de overstroming en aardverschuivingen die het gebied in 1986 troffen en die de meeste tunnels ontoegankelijk maakten. De enige objecten van enig belang zijn de externe basiliek en de kooromgang die in 1878 door Marucchi werd ontdekt en bij de ingang van de catacombe was gesitueerd.

## Martelaren
In de loop van de twintigste eeuw is er een levendig debat ontstaan tussen geleerden en archeologen over Sint-Valentinus: op 14 februari worden twee heilige martelaren met dezelfde naam herdacht, de priester Valentinus van Rome en de bisschop Valentinus van Terni. De standpunten van de geleerden kunnen in drieën worden samengevat.
- De eerste oplossing voor het probleem van de twee gelijknamige martelaren is de klassieke, tot enkele decennia geleden gesteund door de meerderheid: dat wil zeggen, de twee heiligen zijn twee verschillende personen. De Valentinus van Rome was een priester die op 14 februari de marteldood stierf ten tijde van het rijk van Gallienus (253-268) en die werd begraven door een christen genaamd Sabinilla in zijn eigendom aan de voet van de heuvel Parioli. Deze topografische aanduidingen worden bevestigd door de chronograaf van 354, opgesteld door Furius Dionysius Filocalus, die de oudste vermelding van de martelaar Valentinus vertegenwoordigt: hier wordt gezegd dat paus Julius I een basiliek "quae appellatur Valentini" bouwde (die ze Valentinus noemen). Bovendien wordt de aanwezigheid van een Valentinus in Rome ook bevestigd door de ontdekking, in de basiliek aan de voet van de Parioli, van fragmenten van het gedicht waarmee paus Damasus deze persoon als martelaar had vereerd.
- In de jaren 1960 ondersteunde de Franciscaanse geleerde Agostino Amore, beginnend met de vermelding van de Filocalo-chronograaf, de hypothese dat een martelaar Valentinus van Rome nooit heeft bestaan. Volgens zijn onderzoek is Valentinus de naam van degene die de bouw van de externe basiliek financierde onder het pontificaat van paus Julius I tegen het midden van de 4e eeuw en die, juist dankzij deze schenking, de titel van heilige verdiende tijdens de 6e eeuw. Om zijn stelling te bevestigen, rapporteert Amore documenten van een Romeinse synode van 595 waar elke titulaire kerk van Rome wordt voorafgegaan door het woord "santo", terwijl in een soortgelijk document van een synode van 499 de uitdrukking sanctus nooit verschijnt voor de naam van de titulaire Romaanse kerken. Concluderend zou voor Valentinus dezelfde situatie ontstaan als voor andere oude Romeinse titels, zoals die van Santa Cecilia, Santa Prassede of Santa Pudenziana.
- In de afgelopen decennia is er een nieuwe interpretatie voorgesteld over de twee gelijknamige martelaren, naar voren gebracht door de geleerde Vincenzo Fiocchi Nicolai. Volgens hem zijn de priester van Rome en de bisschop van Terni dezelfde persoon. Fiocchi Nicolai suggereert het bestaan van slechts één Valentinus, een priester uit Terni die naar Rome kwam en hier werd gemarteld en begraven: later verspreidde zijn cultus zich totdat het zijn geboortestad bereikte, waar zijn verering een nieuwe impuls vond. Er werd daardoor een soort splitsing van de figuur van de martelaar gemaakt, belangrijker gemaakt door zijn medeburgers met zijn verheffing tot de rang van episcopus.

Deze laatste interpretatie door Fiocchi Nicolai werd bevestigd en uitgediept tijdens een conferentie in Terni op 9-11 december 2010, waarvan de Proceedings werden gepubliceerd in "Valentijnsdag en zijn cultus tussen de middeleeuwen en de hedendaagse tijd: een status quaestionis".

## Beschrijving
De oude basiliek van Sint-Valentinus heeft drie beuken. Er zijn twee apsissen aan het licht gebracht, de ene ouder dan de andere, vanwege twee verschillende bouwperiodes van het bouwwerk. Er zijn ook elementen van een onderliggende crypte, waarschijnlijk vanwege werken in opdracht van paus Leo III (VIII-IX eeuw), bedekt met marmer, waarvan sommige fragmenten nog steeds aanwezig zijn.
De enige ruimte van een belang in de catacombe die momenteel open is voor bezoekers, is de door Marucchi ontdekte en tot kelder omgevormde ruimte. Deze omgeving werd bezocht door Antonio Bosio en was in zijn tijd nog intact: daarom is het nu mogelijk om op basis van de tekeningen die hij had gemaakt de overblijfselen van daar gevonden fresco's te lezen. Op hiervan zijn ze te dateren tussen de 7e en begin 8e eeuw. In het bijzonder valt een reeks fresco's op die verband houden met verhalen uit het leven van de moeder van Jezus uit de apocriefe evangeliën; en het fresco van een kruisbeeld, een zeer zeldzaam voorbeeld in een catacombe.